# Daugavpils flygplats
Daugavpils flygplats (lettiska: Daugavpils Starptautiskā lidosta) är en flygplats i Lettland.   Den ligger i kommunen Daugavpils novads, i den sydöstra delen av landet, 190 km sydost om huvudstaden Riga. Daugavpils flygplats ligger 117 meter över havet.
Terrängen runt Daugavpils flygplats är platt. Runt Daugavpils lflygplats är det glesbefolkat, med 11 invånare per kvadratkilometer. Närmaste större samhälle är Daugavpils, 10,4 km sydväst om Daugavpils flygplats. Omgivningarna runt Daugavpils flygplats är en mosaik av jordbruksmark och naturlig växtlighet.